# Juniorvärldsmästerskapen i alpin skidsport 2007
Juniorvärldsmästerskapen i alpin skidsport 2007 avgjordes i Altenmarkt-Zauchensee och Flachau, Österrike under perioden 6–11 mars 2007 och var det 26:e världsmästerskapet för juniorer.

## Medaljfördelning
| Placering | Nation        | Guld | Silver | Brons | Totalt |
| 1         | Österrike     | 3    | 4      | 6     | 13     |
| 2         | Schweiz       | 3    | 1      | 1     | 5      |
| 3         | Slovenien     | 3    | 0      | 2     | 5      |
| 4         | Liechtenstein | 1    | 2      | 0     | 3      |
| 5         | Sverige       | 0    | 1      | 1     | 2      |
| 6         | Finland       | 0    | 1      | 0     | 1      |
| 6         | Tyskland      | 0    | 1      | 0     | 1      |
|           | Totalt        | 10   | 10     | 10    | 30     |

## Resultat Damer
| Datum        | Plats                                      | Disciplin   | Guld               | Silver             | Brons              |
| 7 mars 2007  | Altenmarkt-Zauchensee & Flachau, Österrike | Störtlopp   | Tina Weirather     | Lara Gut           | Nicole Schmidhofer |
| 8 mars 2007  | Altenmarkt-Zauchensee & Flachau, Österrike | Storslalom  | Nicole Schmidhofer | Tina Weirather     | Eva-Maria Brem     |
| 9 mars 2007  | Altenmarkt-Zauchensee & Flachau, Österrike | Super-G     | Nicole Schmidhofer | Tina Weirather     | Eva-Maria Brem     |
| 11 mars 2007 | Altenmarkt-Zauchensee & Flachau, Österrike | Slalom      | Ilka Štuhec        | Katharina Dürr     | Simone Streng      |
| 11 mars 2007 | Altenmarkt-Zauchensee & Flachau, Österrike | Kombination | Ilka Štuhec        | Nicole Schmidhofer | Maruša Ferk        |

## Resultat Herrar
| Datum        | Plats                                      | Disciplin   | Guld            | Silver          | Brons         |
| 6 mars 2007  | Altenmarkt-Zauchensee & Flachau, Österrike | Störtlopp   | Beat Feuz       | Matts Olsson    | Bernhard Graf |
| 8 mars 2007  | Altenmarkt-Zauchensee & Flachau, Österrike | Super-G     | Beat Feuz       | Joachim Puchner | Bernhard Graf |
| 9 mars 2007  | Altenmarkt-Zauchensee & Flachau, Österrike | Storslalom  | Marcel Hirscher | Marcus Sandell  | Matts Olsson  |
| 10 mars 2007 | Altenmarkt-Zauchensee & Flachau, Österrike | Slalom      | Matic Skube     | Marcel Hirscher | Beat Feuz     |
| 10 mars 2007 | Altenmarkt-Zauchensee & Flachau, Österrike | Kombination | Beat Feuz       | Bernhard Graf   | Miha Kuerner  |